# Гяедемеесте (волость)
Гя́едемеесте (ест. Häädemeeste vald) — волость в Естонії, адміністративна одиниця самоврядування в повіті Пярнумаа.

## Географічні дані
Площа волості — 390,2 км2, чисельність населення на 1 січня 2017 року становила 2487 осіб.

## Населені пункти
Адміністративний центр — селище Гяедемеесте (Häädemeeste alevik).
На території волості розташовані 20 сіл (ест. küla):
Аруметса (Arumetsa), Вийду (Võidu), Ікла (Ikla), Каблі (Kabli), Крундікюла (Krundiküla), Массіару (Massiaru), Маяка (Majaka), Метсапооле (Metsapoole), Непсте (Nepste), Орайие (Orajõe), Папісілла (Papisilla), Пену (Penu), Пулґоя (Pulgoja), Раннаметса (Rannametsa), Соокюла (Sooküla), Соометса (Soometsa), Треймані (Treimani), Уріссааре (Urissaare), Ууемаа (Uuemaa), Яаґупі (Jaagupi).

## Історія

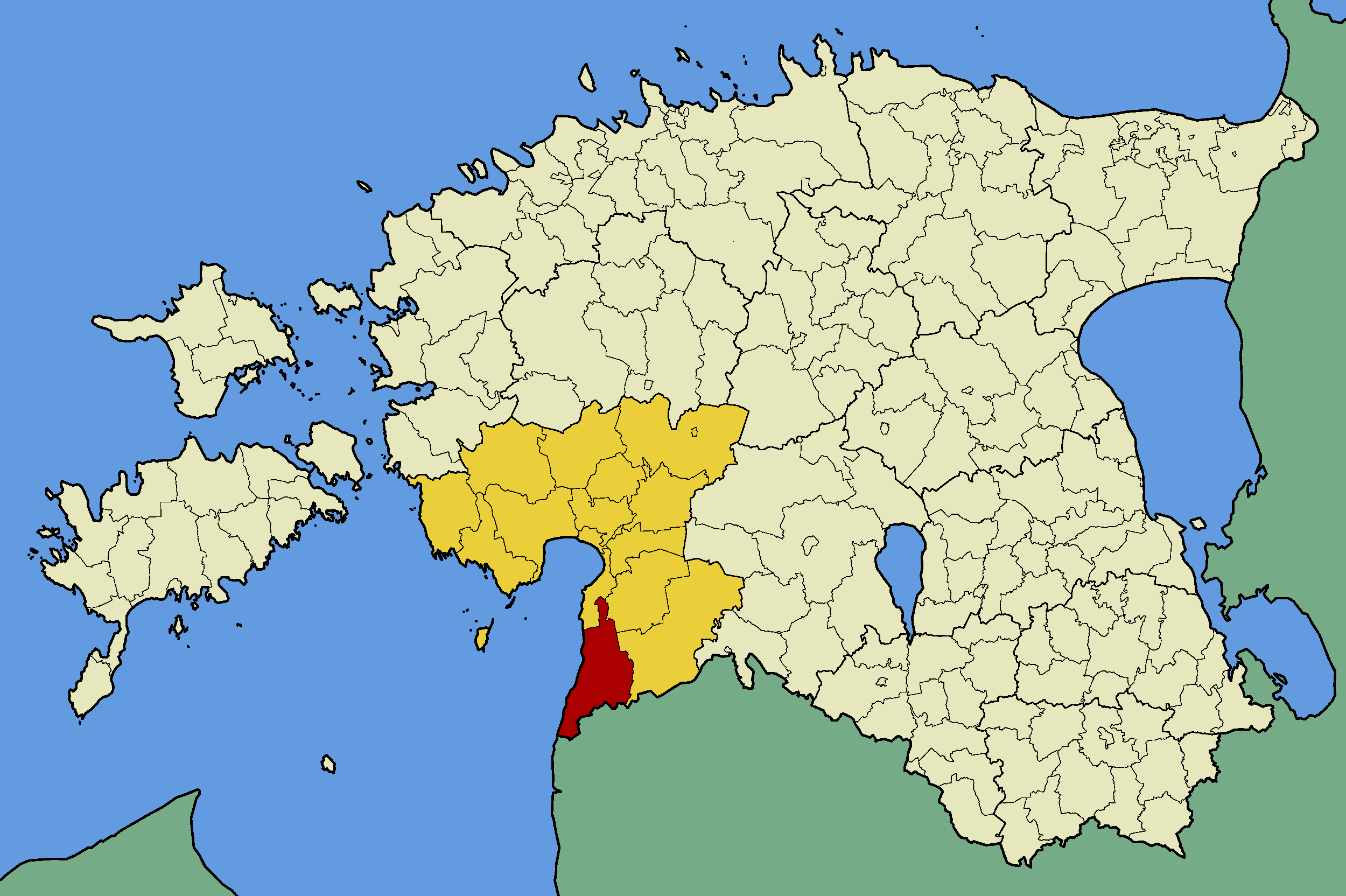
Волость Гяедемеесте до реформи 2017 року

6 грудня 1990 року Гяедемеестеська сільська рада була перетворена на волость.